# آتشي
الآتشي هم أحد الشعوب الأصلية في الباراغواي. يعتمد مجتمعهم على الصيد وجمع الثمار ويعيشون في شرق الباراغواي.
انطلاقًا من أقدم روايات اليسوعيين عن الآتشي في القرن السابع عشر وصولًا إلى احتكاكهم السلمي مع العالم الخارجي في القرن العشرين، وُصف الآتشي بأنهم صيادون من البدو يعيشون في نطاقات صغيرة ويعتمدون بالكامل على موارد الغابات لتأمين كفاف العيش. في القرن العشرين، تمّ التواصل مع أربعة فئات سكانية مختلفة من الناحية العرقية اللغوية وإحلال السلام معهم، وهم آتشي الشمال، وآتشي يفيتيروزو، وآتشي يبيتي، وآتشي ناكونداي. عُدّت كلٌّ من هذه الفئات السكانية مجموعةً داخلية الزواج ذات لهجة خاصة بها، وتتكون من تجمعات سكنية متعددة، دون وجود تفاعل سلمي بين المجموعات.
عانى الآتشي من انتهاكات متكررة من قبل المستعمرين، ومربي الماشية، وملاك الأراضي الكبار القادمين من الريف الباراغواياني بدءًا من فترة الغزو حتى النصف الأخير من القرن العشرين. بالانتقال إلى القرن العشرين، وتحديدًا في عهد الدكتاتور العسكري ألفريدو سترويسنر، انتهى المطاف بآتشي الشمال، الذين كانوا السكان الوحيدين فيما يقارب 20 ألف كيلومتر مربع من ريف الباراغواي، محتجزين في محميتين فقط يبلغ مجموع مساحتيهما أكثر من 50 كيلومترًا مربعًا من الأراضي المملوكة لهم. أثناء هذه العملية، تعرضوا للذبح والاستعباد ووضعوا في محميات لم توفر أي علاج طبي مناسب لهم. نُفّذت هذه العملية خصّيصًا لاحتواء الآتشي وإبعادهم عن موطن أجدادهم، ليتمكن المستثمرون الغائبون (البرازيليون أساسًا) من التحرك وتطوير الأراضي التي ملكها الآتشي فقط. حصلت المجموعات التجارية الكبرى متعددة الجنسيات –مثل لا انتداستريال باراغوايا إس. إيه (ليبسا)– على حقوق الملكية للأراضي المأهولة بالفعل، ثم باعتها للمستثمرين في الخفاء، والذين اشتروا الأراضي التي شغلتها مجموعات الآتشي منذ آلاف السنين حتى ذلك الوقت. أنكرت عدّة مدن مثل كورونيل اوفييدو حقيقة وجود سكان الآتشي أحياءً يرزقون في غابات كانينديو وألتو بارانا ضمن الأراضي التابعة لهم في هرناندارياس.
أُبعد آتشي الكويتوفي قسراً من منطقة إمباراكايو في سبعينيات القرن العشرين، لكنهم تمكنوا من العودة إلى موطن أجدادهم في عام 2000.

## الاسم
يُعرف الآتشي باسم شعب الفأس. أطلق عليهم جيرانهم الناطقون باللغة الغوارانية وعلماء الأنثروبولوجيا الأوائل، أسماء الغواياكي (Guaiaqui)، والغواياكي (Guayakí)، والغواياكي-آتشي (Guayaki-Ache)، والغوياغوي (Guoyagui)، على أي حال، تُعتبر هذه المصطلحات اليوم بمثابة إهانة للآتشي.
تشير أحدث التقارير المنشورة (لوزانو 1873-74 ملخص لروايات اليسوعيين في القرن السابع عشر) إلى الآتشي باسم «غواهاغي» (Guajagui)، وهو مصطلح مبنيّ على الجذر الغوراني «غواها» (ويعني قبيلة العدو، أو الصهر) و«غي» وهي لاحقة لغوية شائعة عند الآتشي (بمعنى «جوهر» أو «امتلاك»).

## اللغة والجينات
تقدم لغة الآتشي أدلّةً على أصلهم. يشير التحليل الراهن إلى كون لغتهم معجمًا توبي-غوراني، يدعمه هيكل نحوي فريد غير موجود في اللغات الغوارانية الشقيقة.
تقترح التحليلات الوراثية أن الآتشي هم مجموعة ذات أصل بيولوجي مختلط تضم نحو 60-65٪ من الجينات التوبية-الغوارانية، وترتبط نسبة 35-40٪ من الجينات مع عائلة ماكرو-غي اللغوية (المعروفة أيضًا باسم جي).
ويتميز الآتشي أيضًا من الناحيتين الثقافية والبيولوجية عن الشعوب الغوارانية المجاورة. أكدّت أوائل توصيفات الآتشي على امتلاكهم سمات آسيوية ممزوجةً ببشرةً بيضاء مع عيون وأشعار ولحى طغت عليها الألوان الفاتحة. اعتُبرت أنشطتهم وتقنياتهم الكفافية بسيطةً للغاية، وجعلتهم الحياة البدوية حذرين ومراوغين.